# 에든버러 국제 영화제

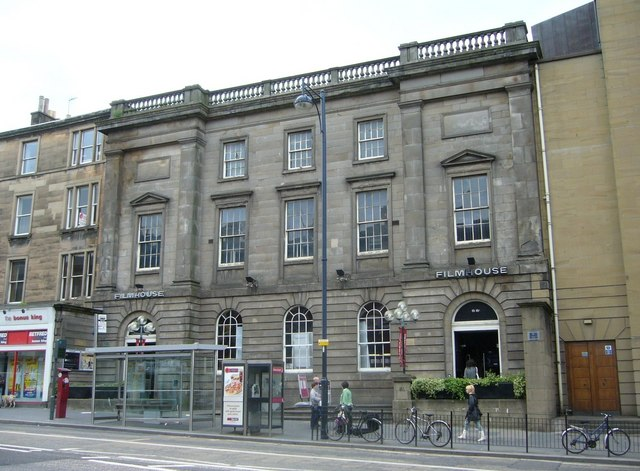

에든버러 국제 영화제(Edinburgh International Film Festival)는 스코틀랜드의 수도 에든버러에서 매년 6월 (2007년까지 8월)에 개최되는 세계에서 가장 오래된 국제 영화제 중 하나이다. 1947년 창설 이래 단 한 차례 중단없이 매년 연속 행해지고 있는 영화제이며, 세계에서 가장 오랜 전통을 자랑한다.